# 27739 Kimihiro
27739 Kimihiro (1990 UV) là một tiểu hành tinh vành đai chính được phát hiện ngày 17 tháng 10 năm 1990 bởi T. Seki ở Geisei.